# Zweckverband Wasser und Abwasser Vogtland
Der Zweckverband Wasser und Abwasser Vogtland (ZWAV) ist eine Körperschaft des öffentlichen Rechts und dient als kommunaler Zweckverband der Wasserversorgung von Grundstücken und ihren Bewohnern in seinem Zuständigkeitsterritorium. Er erfüllt Aufgaben im öffentlichen Interesse. Sein Verwaltungssitz befindet sich in der Großen Kreisstadt Plauen im Vogtlandkreis.

## Rechtsgrundlagen
Die rechtlichen Grundlagen ergeben sich entsprechend dem öffentlichen Auftrag zur Daseinsvorsorge insbesondere aus der Sächsischen Gemeindeordnung (SächsGemO), dem Sächsisches Gesetz über kommunale Zusammenarbeit (SächsKomZG) sowie dem Sächsischen Wassergesetz (SächsWG). Da der Zweckverband eine Vereinigung von kommunalen Gebietskörperschaften (Gemeinden) ist, bilden deren Gemeindegebiete das Zuständigkeitsterritorium für die Aufgabenbereiche, die in der Zweckverbandssatzung festgelegt sind.

## Geschichte
Bis zum Jahr 1990 befanden sich die Aufgabenbereiche der Versorgung mit Trink- und Brauchwasser sowie der Abwasserbehandlung in der Verantwortung des VEB Wasserversorgung und Abwasserbehandlung (WAB) Karl-Marx-Stadt, der in Plauen einen Betriebsbereich für die Abnehmer im sächsischen Vogtland unterhielt. Dessen regionale Aufgaben wurden 1990 im Zuge der Deutschen Wiedervereinigung und der damit verbundenen administrativen Neugliederung dem Betriebsteil Plauen der Erzgebirge Wasser/Abwasser AG Chemnitz (EWA AG) übertragen.
Der Zweckverband Wasser und Abwasser Vogtland wurde am 8. Februar 1993 mit dem Ziel der Wasserversorgung und Abwasserentsorgung gegründet. Er nahm seine Geschäftstätigkeit am 1. April 1993 auf.
Am 1. Januar 2011 sank die Zahl der Mitgliedsgemeinden auf 37, da es zuvor einige Zusammenschlüsse kommunaler Körperschaften gab. Seit diesem Stichtag erstreckt sich die Trinkwasserversorgung auf den Territorien von 37 Gemeinden und die Abwasserentsorgung erfolgt für 34 Mitgliedsgemeinden. Am 1. Januar 2016 kam es zum Zusammenschluss von Mylau und Reichenbach zu einer Stadt und dadurch verringerte sich die Mitgliederzahl. Zum gleichen Zeitpunkt wurden die drei Entsorgungsgebiete im Vogtlandkreis zu einem großen Gebiet zusammengefasst und damit die Abwasserpreise für alle dort lebenden Einwohner vereinheitlicht.
Für die Abwasserbehandlung wurden vier Meisterbereiche eingerichtet: Oelsnitz/Vogtl., Plauen Stadt/Land-Kanalnetz, Plauen zentrale Kläranlage und Rodewisch. Die Trinkwasserbereitstellung an die Endverbraucher einschließlich des dazu gehörenden Versorgungsnetzes ist in die Meisterbereiche Adorf, Auerbach, Plauen und Reichenbach eingeteilt. Alle Talsperren im Bereich des Zweckverbandes zur Rohwassergewinnung werden dagegen von der Landestalsperrenverwaltung Sachsen betrieben.

## Vorsitzende des Zweckverbands
- Rolf Magerkord (Oberbürgermeister von Plauen), 8. Februar 1993 bis 2000
- Ralf Oberdorfer (Oberbürgermeister von Plauen), 9. Oktober 2000 bis 31. August 2021
- amtierende Vertreter
- Steffen Zenner (Oberbürgermeister von Plauen), seit 8. November 2021

## Naturräumliche Rahmenbedingungen
Für die Aufgaben der Wasserversorgung im Vogtland bieten die vorliegenden geologischen Verhältnisse relativ ungünstige Ausgangsbedingungen. Sofern ein Anschluss der Gemeindegebiete an die vorhandenen Talsperren nicht gegeben ist, werden geeignete Talauen zur Wassergewinnung für die Orte genutzt. Zusätzlich wurde Kluftwasser aus Spalten und Verwerfungszonen in einigen Gesteinskörpern gewonnen, vor allem in ehemaligen Bergbaugebieten und aus Kieselschieferlagerstätten, die unter günstigen Umständen als Grundwasserleiter wirken. Im Vogtland verbreitete Gesteine, Diabase, Granite, Phyllite und Tonschiefer, zeigen jedoch wegen ihres lithologischen Charakters eine nur sehr geringe Aufnahmefähigkeit für das oberflächennahe Grundwasser und deshalb wirken sie als Grundwasserstauer unter ihren Verwitterungsdecken. Sammelanlagen für Hangsickerwasser und vorhandene Tiefbrunnen leisten nur einen geringen Beitrag zur Wasserversorgung. Die Inanspruchnahme natürlicher Sand- und Kiesablagerungen in den Talauen trägt ebenso nur mit einem kleinen Anteil zur Bedarfsdeckung bei, da diese lediglich geringe Flächenausdehnungen besitzen. Auf Grundlage dieser naturräumlichen Rahmenbedingungen hat sich regionalspezifisches Netzwerk der Wassergewinnung ergeben. Durch das Bevölkerungswachstum in den Städten und die gleichzeitig zunehmende Zahl wasserverbrauchender Betriebe im Verlaufe der industriellen Entwicklung stieg auch der Wasserbedarf im Vogtland stark an. Eine Zuspitzung der Lage ergab sich um 1900 in deutlicher Weise und ein zweites Mal wurde sie seit den 1960er Jahren spürbar. Eine frühe und auf die zunehmend angespannte Versorgungssituation abzielende Maßnahme bildete die zwischen 1903 und 1909 von der Stadt Plauen gebaute Trinkwassertalsperre Werda (Geigenbachtalsperre) mit einer vor der Staumauer liegenden Wasseraufbereitungsanlage. Später kam es zum Bau von weiteren Talsperren in Muldenberg, Pirk und Pöhl. Die zwei jüngsten Bauwerke sind die Talsperre Dröda (1964–1971) und die für den Brauchwasserbedarf errichtete Talsperre Falkenstein (1970–1974).